# Mammillaria crucigera

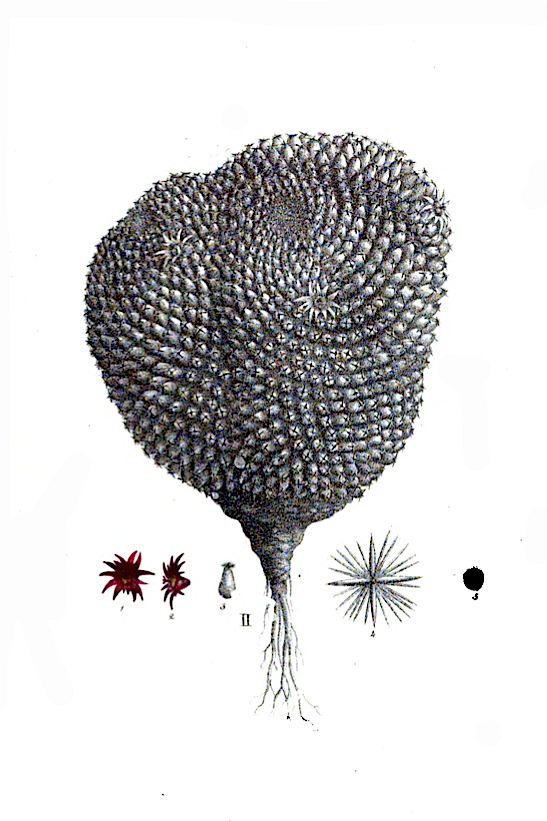
Mammillaria crucigera aus Nova Acta Physico-Medica Academiae Caesareae Leopoldino-Carolinae

Mammillaria crucigera ist eine Pflanzenart aus der Gattung Mammillaria in der Familie der Kakteengewächse (Cactaceae). Das Artepitheton crucigera bedeutet ‚kreuztragend, bezieht sich auf die über Kreuz stehenden Dornen‘.

## Beschreibung
Mammillaria crucigera wächst einzeln oder sich dichotom teilend. Die olivgrünen oder graugrünen Triebe sind abgeflacht kugelig bis kurz zylindrisch geformt. Sie werden 10 Zentimeter hoch und 5 bis 6 Zentimeter im Durchmesser groß. Die festen, nicht scharfkantigen, gekielten Warzen führen während der Vegetationszeit Milchsaft. Die Axillen sind mit spärlich weißer Wolle besetzt. Die 4 bis 5 Mitteldornen sind weißlich bis wachsgelb oder bis bräunlich schwarz gefärbt. Sie sind steif und werden bis zu 0,2 Zentimeter lang. Die fein nadeligen oder borstigen 16 bis 30 Randdornen sind weiß und bis zu 0,2 Zentimeter lang.
Die kleinen, trichterigen Blüten ragen kaum aus der Bedornung heraus. Sie sind mehr oder weniger purpurrosa. Die roten Früchte enthalten kleine, braune Samen.

## Verbreitung, Systematik und Gefährdung
Mammillaria crucigera ist in  mexikanischen Bundesstaaten Oaxaca und Puebla in tiefen Lagen verbreitet.
Die Erstbeschreibung erfolgte 1832 durch Carl Friedrich Philipp von Martius.  Ein nomenklatorisches Synonym ist Cactus cruciger (Mart.) Kuntze (1891).
Es werden folgende Unterarten unterschieden:
- Mammillaria crucigera subsp. crucigera
- Mammillaria crucigera subsp. tlalocii (Repp.) D.R.Hunt:
Die Erstbeschreibung erfolgte 1987 als Mammillaria tialocii durch Werner Reppenhagen.[2] David Richard Hunt stellte die Art 1997 als Unterart zu Mammillaria crucigera.[3]

In der Roten Liste gefährdeter Arten der IUCN wird die Art als „Endangered (EN)“, d. h. als stark gefährdet geführt.

## Nachweise